# ناقوس جنگ
ناقوس جنگ (لهستانی: Dzwony wojnys) یک مجموعهٔ تلویزیونی درام لهستانی-بریتانیایی است که در سال ۲۰۱۴ منتشر شد. ماجرای این فیلم در دوران جنگ جهانی اول روی می‌دهد و از نگاه دو نوجوان بسیار معمولی نشان داده می‌شود - یکی از انگلستان و دیگری از آلمان - که برای سربازی و جنگ فراخوانده شده‌اند و تصور می‌کنند که این جنگ ظرف چند ماه به پایان خواهد رسید.

## گزیدهٔ بازیگران
- پاتریک گیبسون
- جک لودن
- اریکا کار
- سابرینا بارتلت
- سایمون کونز
- الکس فرنس
- آدام فیدوشیویچ
- لخ دیبلیک
- ماچئی روباکیویچ
- ایزابلا دونبروفسکا
- بارتوش بیلنیا
- لخ واتوتسکی
- جف فرانسیس
- کلاودیوش کائوفمن